# Гута-Скляна
Гута-Скляна —  село в Україні, у Шептицькому районі Львівської області. Населення становить 79 осіб.